# 쾌노이강

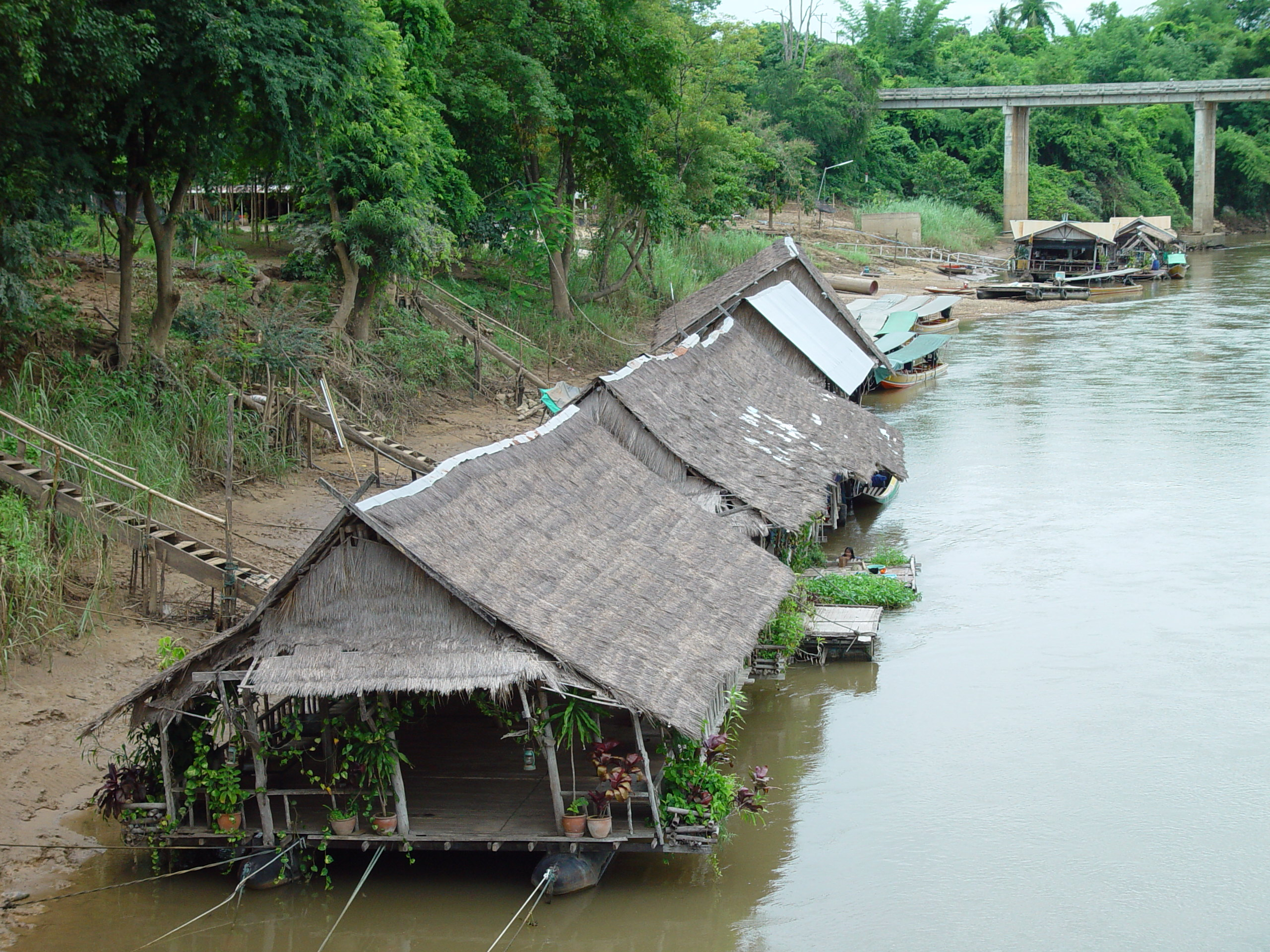
쾌노이강 기슭의 전형적인 수상 가옥

콰이강(River Kwai) 더 정확히는 쾌노이강(태국어: แควน้อย, Khwae Noi River, 작은 지류)은 태국 서부의 하천이다. 란띠강, 송깔리아강, 비클리강이 합류해 시작하여 깐차나부리에서 쾌야이강과 합류해 매끌롱강을 형성한다. 매끌롱강은 사뭇송크람에서 타이만으로 빠져 나간다.
강은 주로 피에르 불의 소설과 데이비드 린의 영화 《콰이강의 다리》를 통해 알려졌다. 오스트레일리아인, 네덜란드인, 영국인 전쟁 포로들은 일본군에 의해 버마 철도의 일부로서 강을 가로지르는 두 개의 가교 건설 작업에 강제로 동원되었다. 건설 도중에 많은 사람들이 목숨을 잃었기 때문에 '죽음의 철로'로도 불린다. 한 다리는 나무로 된 임시적인 것이었다. 다른 하나는 콘크리트와 철로 만들어졌고 여전히 존재한다. 다리는 사실상 매끌롱강에 세워졌으나 철도가 쾌노이 계곡까지 이어졌기 때문에 잘못된 이름으로 유명해지게 되었다. 이 때문에 1960년대에 매끌롱강의 상류는 쾌야이강(큰 지류)로 개칭되었다.
바지라롱꼰 댐(예전 이름은 카오램 댐)은 이 강에 있는 수력발전용 댐이다.